# Franciszek I Lotaryński
Franciszek I Stefan Lotaryński niem. Franz Stephan von Lothringen (ur. 8 grudnia 1708 w Nancy, zm. 18 sierpnia 1765 w Innsbrucku) – książę Lotaryngii jako Franciszek III, książę Cieszyna, wielki książę Toskanii, cesarz rzymski, od 1740 współwładca (koregent) we wszystkich terytoriach rządzonych przez jego żonę Marię Teresę, wolnomularz.

## Życiorys
Syn księcia Lotaryngii Leopolda I Józefa i księżniczki orleańskiej Elżbiety Charlotty Orleańskiej. Jego dziadkami byli: książę Lotaryngii Karol V Leopold i arcyksiężniczka austriacka Eleonora Habsburg oraz książę Orleanu Filip I Burbon i księżniczka Palatynatu Reńskiego Elżbieta Charlotta Wittelsbach. Pochodził z rodu książąt Lorraine-Vaudémont.
W wieku 15 lat przybył na wiedeński dwór. Jego ojciec otrzymał wtedy tytuł księcia cieszyńskiego. Po śmierci ojca w 1729 roku został księciem Lotaryngii i księciem Cieszyna.
12 lutego 1736 roku w Wiedniu poślubił arcyksiężniczkę austriacką Marię Teresę Habsburg, córkę cesarza rzymskiego Karola VI i Elżbiety Krystyny von Braunschweig-Wolfenbüttel. Warunkiem, pod jakim Karol VI zezwolił na to małżeństwo, było przekazanie Lotaryngii Stanisławowi Leszczyńskiemu. Miało to zakończyć polską wojnę sukcesyjną. W zamian Franciszek otrzymał tytuł wielkiego księcia Toskanii. Franciszek i Maria Teresa mieli 16 dzieci:
- Maria Elżbieta (1737–1740)
- Maria Anna (1738–1789)
- Maria Karolina (1740–1741)
- Józef Benedykt (1741–1790) – cesarz rzymski w latach 1765–1790;
- Maria Krystyna (1742–1798) – żona królewicza polskiego, księcia cieszyńskiego Alberta Wettyna (1738–1822);
- Maria Elżbieta (1743–1808) – ksieni w Innsbrucku ;
- Karol Józef (1745–1761)
- Maria Amalia (1746–1804) – żona księcia Parmy Ferdynanda I Burbona (1751–1802);
- Leopold Józef (1747–1792) – cesarz rzymski w latach 1790–1792;
- Maria Karolina (1748)
- Maria Joanna (1750–1762)
- Maria Józefa Habsburg (1751–1767)
- Maria Karolina (1752–1814) – żona król Neapolu i Sycylii Ferdynanda I Burbona (1751–1825);
- Ferdynand Karol (1754–1806) – ożenił się z księżniczką Modeny i Reggio Marią Beatrycze d'Este (1750–1829);
- Maria Antonina (1755–1793) – żona króla Francji Ludwika XVI (1754–1793);
- Maksymilian Franciszek (1756–1801) – książę elektor, arcybiskup Kolonii.

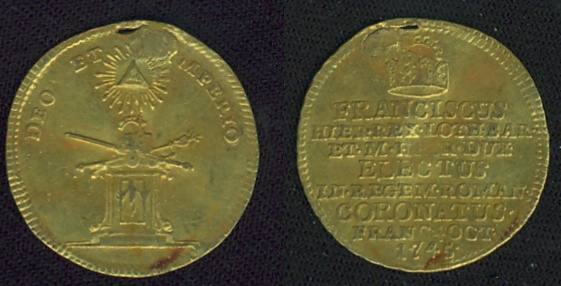
złota moneta wybita z okazji koronacji cesarza; łaciński napis na rewersie oznacza: Franciszek, Król Jerozolimy, Książę Lotaryngii i Wielki Książę Toskanii, wybrany w Cesarstwie Rzymskim, koronowany we Frankfurcie 4 października 1745

Cesarz Karol VI zmarł 20 października 1740 roku. Maria Teresa, jego następczyni ustanowiła męża koregentem. Kraje, które wcześniej zgodziły się by zgodnie z sankcją pragmatyczną, ziemie Habsburgów dziedziczyła Maria Teresa, zmieniły zdanie. Doprowadziło to do wybuchu wojny o sukcesję austriacką. Po śmierci głównego adwersarza, elektora Bawarii i cesarza rzymskiego Karola VII Wittelsbacha Franciszek I Lotaryński został wybrany na cesarza 13 września 1745. Mając stosunkowo niewielki wpływ na życie polityczne, przeszedł do historii jako mecenas sztuki. Zmarł 15 lat przed swą małżonką.
W 1744 młodszy brat Franciszka – Karol Lotaryński ożenił się z Marią Anną Habsburg, młodszą siostrą Marii Teresy.
Jego kochanką była Maria Wilhelmina von Neipperg.

## Pełna tytulatura
Franciszek, z Bożej łaski uświęcony i wybrany cesarz rzymski, po wieki August, król Niemiec i Jerozolimy, arcyksiążę Austrii, książę Lotaryngii i Baru, wielki książę Toskanii, książę Kalabrii, Geldrii, Montferratu, Cieszyna na Śląsku, książę Charlesville, margrabia Pont-à-Mousson i Nomeny, hrabia Prowansji, Vaudémont, Blâmont, Zütphen, Saarwerden, Salm, Falkenstein etc. etc.

## Genealogia
| Prapradziadkowie                                    | książę Lotaryngii Franciszek II Lotaryński (1572–1632) ∞1568 Krystyna von Salm (1575–1627)              | książę Lotaryngii Henryk II Lotaryński (1563–1624) ∞1568 Małgorzata Gonzaga (1591–1632)                 | cesarz rzymski Ferdynand II Habsburg (1578–1637) ∞1600 Maria Anna Wittelsbach (1574–1616)               | książę Mayenne Karol II Gonzaga (1609–1631) ∞1627 Maria Gonzaga (1609–1660)                             | król Francji Henryk IV Burbon (1553–1610) ∞1600 Maria Medycejska (1575–1642)                            | król Hiszpanii Filip III Habsburg (1578–1621) ∞1599 Małgorzata Habsburg (1594–1611)                     | elektor Palatynatu Fryderyk V Wittelsbach (1596–1632) ∞1613 Elżbieta Stuart (1596–1662)                 | landgraf Hesji-Kassel Wilhelm V Heski (1602–1637) ∞1619 Amalia Elżbieta Hanau-Münzenberg (1602–1651)    |
| Pradziadkowie                                       | książę Lotaryngii Mikołaj II Lotaryński (1612–1670) ∞1634 Klaudia Lotaryńska (1612–1648)                | książę Lotaryngii Mikołaj II Lotaryński (1612–1670) ∞1634 Klaudia Lotaryńska (1612–1648)                | cesarz rzymski Ferdynand III Habsburg (1608–1657) ∞ 1651 Eleonora Gonzaga (1630–1686)                   | cesarz rzymski Ferdynand III Habsburg (1608–1657) ∞ 1651 Eleonora Gonzaga (1630–1686)                   | król Francji Ludwik XIII Burbon (1601–1643) ∞1615 Anna Habsburg (1601–1666)                             | król Francji Ludwik XIII Burbon (1601–1643) ∞1615 Anna Habsburg (1601–1666)                             | elektor Palatynatu Karol Ludwik Wittelsbach (1617–1680) ∞ 1650 Charlotta Hessen-Kassel (1627–1686)      | elektor Palatynatu Karol Ludwik Wittelsbach (1617–1680) ∞ 1650 Charlotta Hessen-Kassel (1627–1686)      |
| Dziadkowie                                          | książę Lotaryngii Karol V Lotaryński (1643–1690) ∞1678 Eleonora Habsburg (1653–1697)                    | książę Lotaryngii Karol V Lotaryński (1643–1690) ∞1678 Eleonora Habsburg (1653–1697)                    | książę Lotaryngii Karol V Lotaryński (1643–1690) ∞1678 Eleonora Habsburg (1653–1697)                    | książę Lotaryngii Karol V Lotaryński (1643–1690) ∞1678 Eleonora Habsburg (1653–1697)                    | książę Orleanu Filip I Burbon (1640–1701) ∞1671 Elżbieta Charlotta Wittelsbach (1652–1722)              | książę Orleanu Filip I Burbon (1640–1701) ∞1671 Elżbieta Charlotta Wittelsbach (1652–1722)              | książę Orleanu Filip I Burbon (1640–1701) ∞1671 Elżbieta Charlotta Wittelsbach (1652–1722)              | książę Orleanu Filip I Burbon (1640–1701) ∞1671 Elżbieta Charlotta Wittelsbach (1652–1722)              |
| Rodzice                                             | książę Lotaryngii Leopold I Józef Lotaryński (1679–1729) ∞1689 Elżbieta Charlotta Orleańska (1676–1744) | książę Lotaryngii Leopold I Józef Lotaryński (1679–1729) ∞1689 Elżbieta Charlotta Orleańska (1676–1744) | książę Lotaryngii Leopold I Józef Lotaryński (1679–1729) ∞1689 Elżbieta Charlotta Orleańska (1676–1744) | książę Lotaryngii Leopold I Józef Lotaryński (1679–1729) ∞1689 Elżbieta Charlotta Orleańska (1676–1744) | książę Lotaryngii Leopold I Józef Lotaryński (1679–1729) ∞1689 Elżbieta Charlotta Orleańska (1676–1744) | książę Lotaryngii Leopold I Józef Lotaryński (1679–1729) ∞1689 Elżbieta Charlotta Orleańska (1676–1744) | książę Lotaryngii Leopold I Józef Lotaryński (1679–1729) ∞1689 Elżbieta Charlotta Orleańska (1676–1744) | książę Lotaryngii Leopold I Józef Lotaryński (1679–1729) ∞1689 Elżbieta Charlotta Orleańska (1676–1744) |
| Franciszek I Lotaryński (1708–1765), cesarz rzymski | | | | | | | | |